# HD 135344B
 (juillet 2025).
HD 135344B (SAO 206462) est une étoile jaune-blanc de la séquence principale située à 440 années-lumière du Soleil.
HD 135344B est une étoile jaune-blanc de la séquence principale située à 440 années-lumière du Soleil. Une planète en formation orbite autour de l'étoile. Cette protoplanète est estimée à deux fois la taille de Jupiter et se trouve à une distance comparable à celle de Neptune par rapport au Soleil.